# Luis de Alcalá (regidor)
Luis de Alcalá (Madrid, finales del siglo XV - comienzos del siglo XVI), fue un financiero y político español.

## Biografía
Era posiblemente descendiente de la familia Alcalá de la ciudad de Cuenca. Estaba muy relacionado con la hacienda real y con el mundo financiero, a través del arrendamiento de impuestos. Fue regidor de Madrid, representando a esta ciudad en las cortes de Toledo de 1480. En ese mismo año ganó la puja para la recaudación de tercias y alcabalas del arciprestazgo de Madrid y los lugares de Parla, Pinto, Polvoranca y Mejorada, para los dos años siguientes. En 1489 recibió una comisión de Alonso de Quintanilla (que dirigía la Santa Hermandad) para recaudar la contribución de Madrid al cerco de Baza (uno de los episodios clave de la Guerra de Granada). A comienzos del siglo XVI era juez de alzadas de Madrid y su tierra y recaudador de alcabalas y rentas de dicha villa y su partido.
Sus relaciones con judíos y conversos eran estrechas. A finales del siglo XV estaba presente en el poderoso grupo financiero de Abraham Senior, y aparece como propietario de un tercio de su compañía comercial, junto a los hijos y parientes de éste (ahora bautizados y llevando el apellido Coronel -1493-).